# Митний тариф
Митний тариф (англ. customs tariff) — інструмент зовнішньоторговельної політики та державного регулювання внутрішнього ринку країни у його взаємодії зі світовим ринком.
Залежно від контексту митний тариф можна визначати як:
- упорядкований звід ставок податкових платежів (ввізного мита[1]), які сплачуються при здійсненні операцій ввозу на митну територію товарів відповідно до нормативно встановлених класифікаційних вимог і положень прийнятої в державі системи опису та кодування товарів;

- конкретна ставка мита, що підлягає сплаті при вивозі або ввезенні певного товару на митну територію країни; у цьому випадку поняття митного тарифу цілком збігається з поняттям мита;

- систематизований перелік товарів, що підлягають митному обкладанню, із зазначенням однієї або кількох ставок мита.

Митний тариф є ключовим інструментом економічної політики держави в сфері регулювання зовнішньоторгівельних відносин, що передбачає виконання таких функцій:
- фіскальної (акумулювання надходжень до бюджету від загальнодержавного податку щодо операцій, пов’язаних із ввозом товарів на митну територію держави);
- стимулюючої (сприяння розвитку національного товарного виробництва, запобігання виникненню структурних диспропорцій у внутрішньому господарському обігу та в зовнішньоторгівельних відносинах із іншими країнами та міждержавними об’єднаннями);
- захисної (створення умов для підтримки вільної конкуренції та уникнення штучних конкурентних переваг для імпортних товарів, забезпечення стійкості функціонування внутрішнього товарного ринку);
- адміністративної (забезпечення упорядкованості режимів здійснення зовнішньоторгівельних операцій, у тому числі – в напрямку досягнення узгодженості державної системи митно-тарифного регулювання із потребами інтеграції національного виробництва до глобальної системи світогосподарських зв’язків).

В Україні (згідно до ) митний тариф складається з переліку ввізних митних ставок, систематизованих відповідно до товарної номенклатури, встановленої Українською класифікацією товарів зовнішньоекономічної діяльності (УКТ ЗЕД). Діючу УКТ ЗЕД (версія 2017 р.) було удосконалено та оновлено у 2020-2021 рр. відповідно до вимог Гармонізованої системи опису та кодування товарів Всесвітньої митної організації (ГС, версія 2017 р.). Необхідність доопрацювання УКТ ЗЕД згідно до ГС-2017 (у 2020 р. було внесено 223 правки) була зумовлена необхідністю прискорення процесів глобальної економічної інтеграції національної економіки на засадах уніфікації національної системи митно-тарифного регулювання із положеннями та нормами, прийнятими ключовими партнерами України у зовнішній торгівлі (зокрема, країнами Європейського Союзу).